# Ensemble Studios
Ensemble Studios était une compagnie américaine de développement de jeux vidéo fondée en 1995, puis rachetée par Microsoft en 2001. Le studio ferme ses portes en 2009 après la parution d'Halo Wars. Le studio est à l'origine de la série de jeux de stratégie en temps réel : Age of Empires.

## Historique

### Contexte
Après avoir travaillé pendant plusieurs années dans le développement de logiciels d’entreprises, Tony Goodman commence à envisager avec Angelo Laudon, un de ses programmeurs, la création d’une entreprise de jeu vidéo. En 1995, ils lancent le développement d’un prototype de moteur de jeu. Alors qu’ils font encore partie de Ensemble Corporation, ils commencent à programmer en utilisant la nouvelle bibliothèque WinG, une technologie de Microsoft destinée au développement de jeux pour Windows. Pour concrétiser leur projet, ils réalisent rapidement qu’ils ont besoin d’un artiste. Leur choix se porte sur Brad Crow, un jeune homme tout juste sorti de l’école.

### Création
En février 1996, Tony décide avec Rick Goodman et John Boog-Scott de créer Ensemble Studios. Pour les aider dans le développement d’Age of Empires, ils recrutent rapidement leurs deux premiers programmeurs, Angelo Laudon et Tim Dean, ainsi que trois artistes : Brad Crow, Scott Winsett et Thonny Namuonglo. Ils engagent également Brian Sullivan pour les aider dans la conception, l’implémentation et le management.
Bruce Shelley, qui avait assisté Sid Meier pour la conception de Civilization et que Tony connaît depuis longtemps, rejoint plus tard le studio en tant que concepteur.
Leur premier jeu, Age of Empires, est publié par Microsoft le 15 octobre 1997.

### Rachat par Microsoft
En mai 2001, Microsoft rachète la compagnie. Ensemble Studios employait environ 100 personnes, incluant Bruce Shelley, Graeme Devine et Sandy Petersen.
Age of Empires III sort le 18 octobre 2005 en Amérique du Nord.
Le jeu reprend l'histoire là où l'a laissé Age of Empires II, et se déroule notamment durant la période coloniale.
En fin d'année 2008, Microsoft clôture Ensemble Studios pour cause de problèmes financiers.
Le studio est désormais fermé, mais ses différents employés ont rejoint quatre différents studios que sont : Robot Entertainment, Bonfire Studios (devenu Zynga Dallas), Windstorm Studios, et enfin Newtoy, Inc. (devenu Zynga with Friends).
Le dernier jeu produit par Ensemble Studios est Halo Wars en 2009, seul jeu produit par la firme destiné à la Xbox 360. 
En 2013 Microsoft met en vente une réédition en haute définition de Age of Empires II comportant aussi l'extension Age of Empires II: The Conquerors.

## Généralités
Ensemble Studio est connue aussi pour ses procédures particulières de bêta-test : chaque personne travaillant pour la compagnie doit tester le produit quasi fini pendant au moins une semaine.
Les employés de la compagnie ont des antécédents variés puisqu'il s'agit de travailleurs dont les diplômes vont de ceux issus des écoles secondaires à ceux ayant un doctorat.

## Jeux développés
| Année | Titre                                              |
| ----- | -------------------------------------------------- |
| 1997  | Age of Empires                                     |
| 1998  | Age of Empires: The Rise of Rome                   |
| 1999  | Age of Empires II: The Age of Kings                |
| 2000  | Age of Empires II: The Conquerors                  |
| 2001  | Star Wars: Galactic Battlegrounds                  |
| 2002  | Star Wars: Galactic Battlegrounds: Clone Campaigns |
| 2002  | Age of Mythology                                   |
| 2003  | Age of Mythology: The Titans                       |
| 2005  | Age of Empires III                                 |
| 2006  | Age of Empires III: The WarChiefs                  |
| 2007  | Age of Empires III: The Asian Dynasties            |
| 2009  | Halo Wars                                          |